# Mha ou le Reniement

Mha ou le Reniement est une pièce en quatre parties écrite par Étienne Rebaudengo en 1982.

## Personnages
- Mha, la mère.
- Oens, le fils.
- Iris, secrétaire d'Oens.
- Yr, le commissionnaire.
- Parents :
  - 1, homme
  - 2, femme
  - 3, homme
  - 4, femme
- Les Vestales :
  - Drosée, Lefka, Mane.
- Les Éoliens :
  - de 1 à 15

## Argument
Mha est une vieille femme retirée du monde, indignée par l'ignoble commerce de son fils (marchand d'hommes, sinistre approvisionneur en chair vouée au sacrifice), révoltée par l'iniquité des conditions dans lesquelles vivent les peuples, accablée enfin par le sentiment de son impuissance à remédier à tant d'erreurs et tant de crimes.
Un duel s'instaure entre la nostalgie d'un vœu très ancien mais toujours actuel - celui où pourraient prévaloir la sagesse et la paix - et les nécessités cruelles d'un monde contraint à une gestion violente des groupements humains, et à leur mutilation physique et spirituelle.
Mha ou le Reniement est l'histoire d'un parricide et celle de l'antagonisme immémorial entre l'innocence désarmée et la brute qui enrage de ne pouvoir en venir à bout.